# Éparchie de Nijni Novgorod

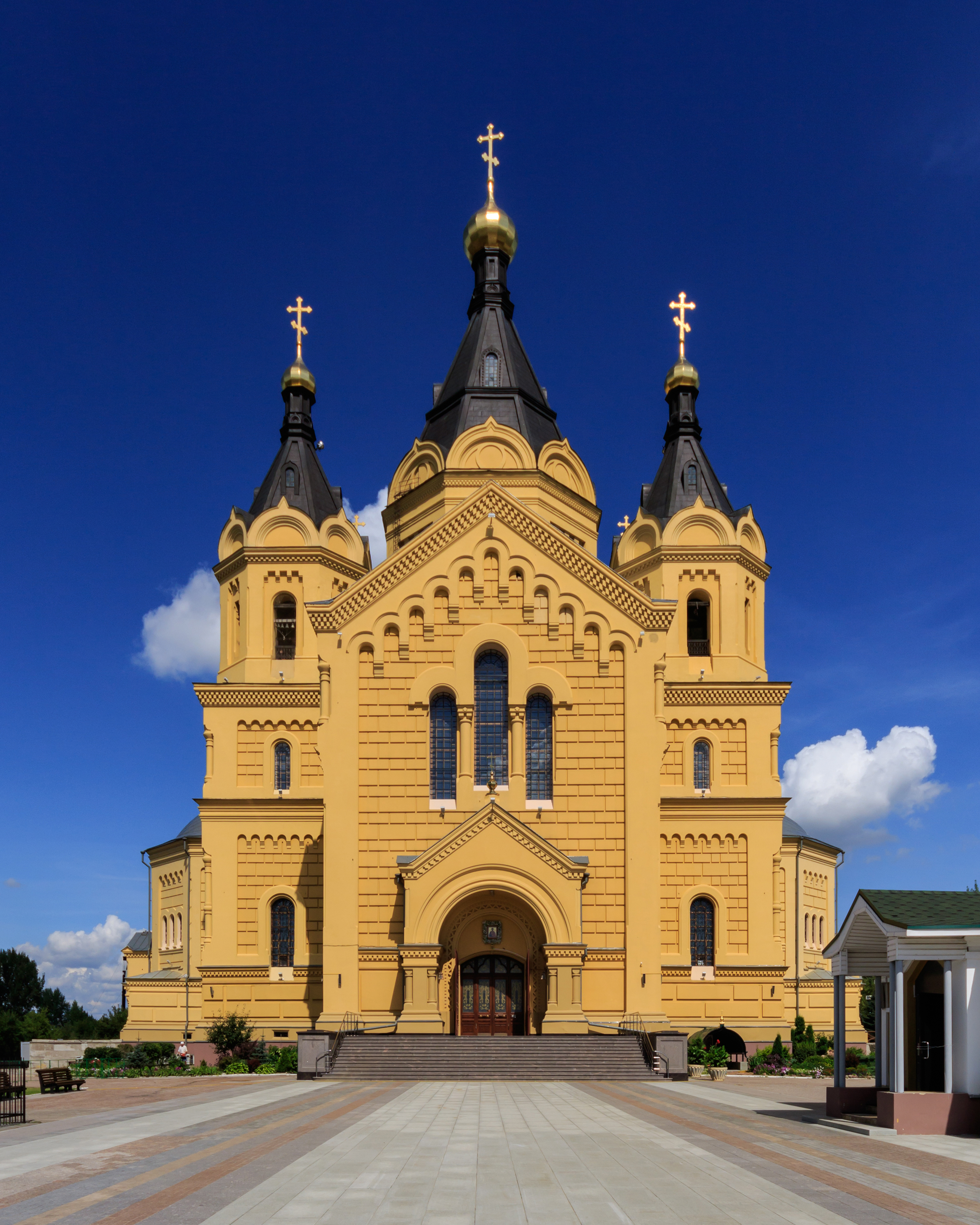
Cathédrale Saint-Alexandre-Nevski de Nijni Novgorod.

L'éparchie de Nijni Novgorod (Нижегоро́дская епа́рхия) est une éparchie (diocèse) de l'Église orthodoxe russe réunissant les paroisses et les monastères de la partie moyenne de l'oblast de Nijni Novgorod, comprenant les grandes villes de Nijni Novgorod, Arzamas, Dzerjinsk, Sarov, Bor, ainsi que les raïons - ou arrondissements - de la région: le raïon d'Arzamas, le raïon de Balakhna, le raïon de Bogorodsk, le raïon de Dalneïe Konstantinovo, le raïon de Diveïevo, et celui de Kstovo.
Le siège de l'éparchie est la cathédrale diocésaine Saint-Alexandre-Nevski de Nijni Novgorod et la co-cathédrale de la Résurrection d'Arzamas.

## Histoire
La décision d'ériger le diocèse (éparchie) de Nijni Novgorod est évoquée en 1589 au XXVIIIe synode de Moscou. Cette décision est encore accélérée par la dangereuse multiplication de partisans des vieux-croyants dans la région, où les vieux-croyants de Moscou, ainsi que les partisans de Stepan Razine, ayant participé à la guerre paysanne (1670-1671), trouvent refuge en multitude. Finalement le diocèse est érigé le 24 mars/3 avril 1672,. Le choix d'un archevêque expérimenté est fait en la personne de l'archimandrite du monastère des Grottes de l'Ascension, Philarète. Il prend possession de sa cathèdre le 2/12 juillet 1672, jusqu'à sa mort le 7/17 mars 1682,.
Depuis l'érection du diocèse en 1672 jusqu'à la fin du XVIIIe siècle, la résidence de l'archevêque se trouve au Kremlin de Nijni Novgorod, puis sous l'épiscopat de Jean Damascène (Roudnev) elle est transférée dans un nouvel édifice (aujourd'hui conservatoire de Nijni Novgorod), construit à l'emplacement de l'ancien monastère Saint-Jean supprimé.
En 1799, l'éparchie est nommée « éparchie de Nijni Novgorod et Arzamas ». La ville d'Arzamas étant entrée dans l'éparchie de Vladimir en 1740, elle retourne alors dans l'éparchie de Nijni Novgorod; tandis que la ville d'Alatyr revient à l'éparchie de Kazan. Le premier archevêque de Nijni Novgorod et Arzamas devient Benjamin II (Krasnopevkov-Roumovski). Dès lors, les limites de l'éparchie ne changent plus jusqu'en 1918.
Le premier numéro des Nouvelles de l'éparchie de Nijni Novgorod est publié en février 1864 sous l'épiscopat de Nectaire (Nadejdine).

### Période soviétique

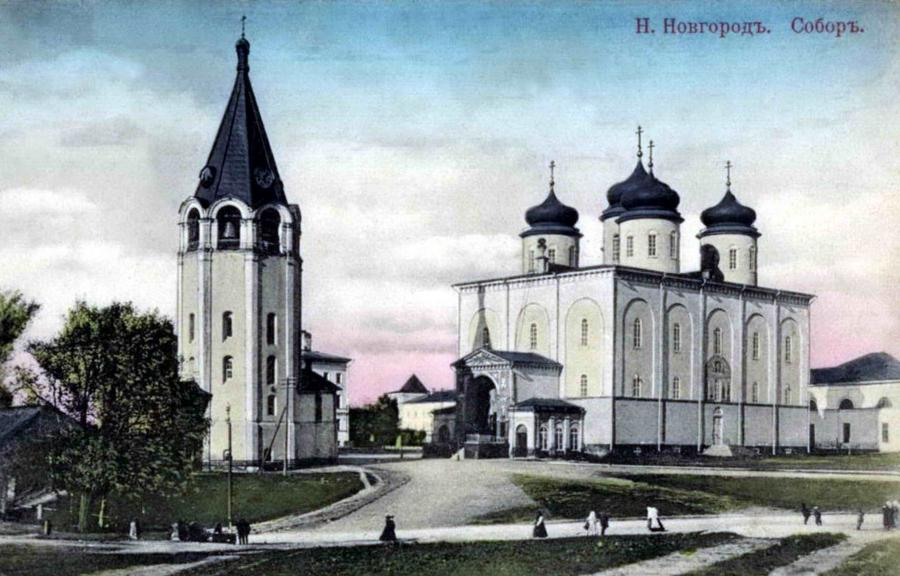
Cathédrale de la Transfiguration-du-Sauveur, dans le Kremlin de la ville. Détruite à l'époque soviétique.

La répression contre les religions, en particulier l'Église orthodoxe, s'accentue à l'été 1918, lorsque dans la nuit du 17 au 18 août quinze moines du monastère d'Oranki sont abattus par des tchékistes, et l'évêque Laurent (Kniazev) est fusillé avec d'autres clercs.
Le 16 octobre 1932, l'éparchie est renommée en éparchie de Gorki par décision du Saint-Synode patriarcal provisoire, la ville ayant été renommée ainsi par les autorités civiles.
La grande terreur des purges staliniennes commence en 1937. Dans un ordre opérationnel du commissaire du peuple aux affaires intérieures Ejov « Sur l'opération de répression des anciens koulaks, criminels et autres éléments antisoviétiques », ce dernier terme comprend « les membres du clergé et les sectaires qui ont été réprimés par le passé » et qui « continuent activement leur travail de subversion anti-soviétique ». Les chiffres prévus sont cependant revus à la baisse. Un millier de personnes de la région de Gorki sont classées dans la première catégorie, c'est-à-dire passibles d'exécution, et trois mille cinq cents personnes dans la seconde catégorie, c'est-à-dire passibles d'une peine d'emprisonnement de huit à dix ans.

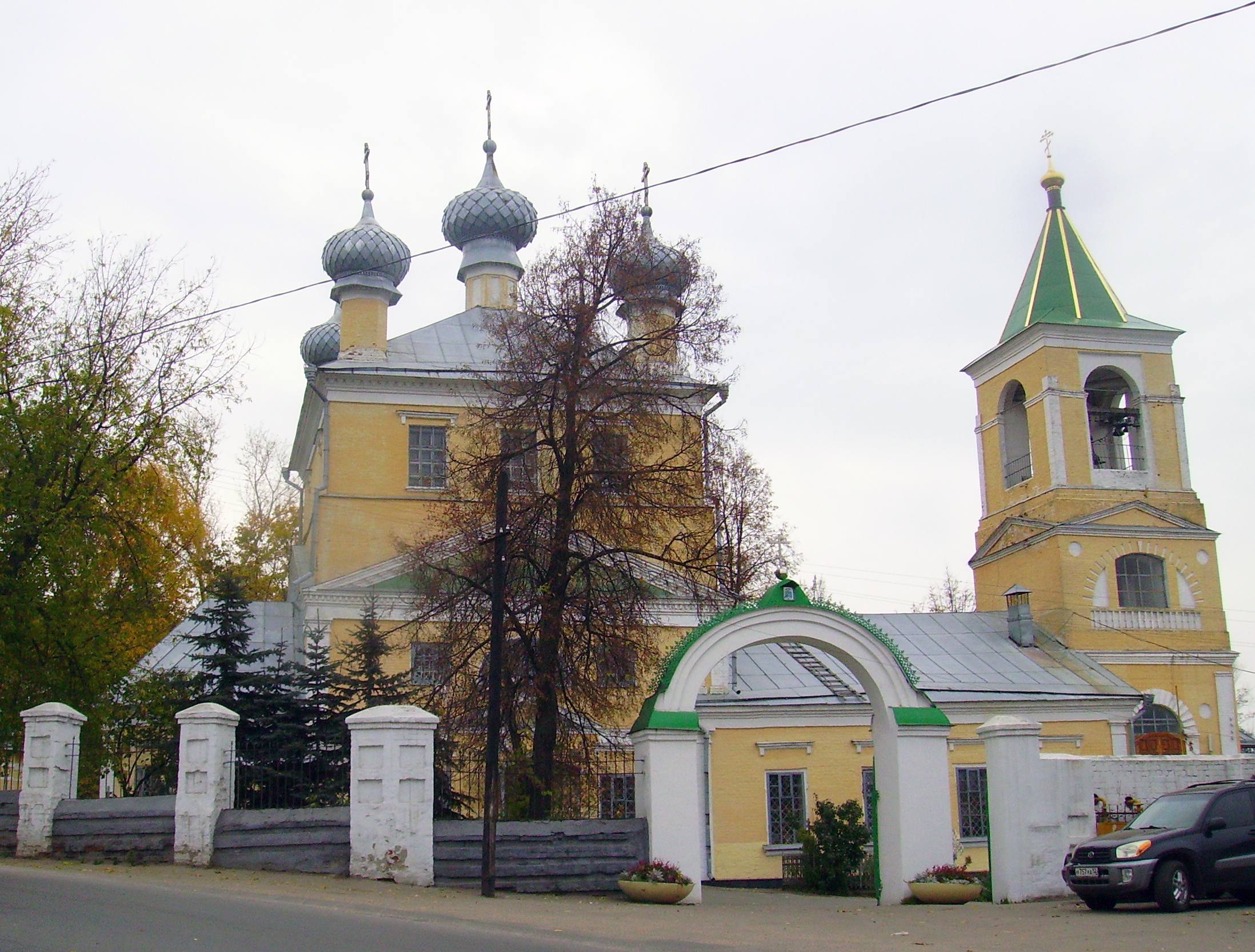
Vue de l'église de la Trinité de Vyssokovo.

Avant le déclenchement de la Grande Guerre patriotique, l'éparchie de Gorki est pratiquement anéantie: presque toutes les églises sont fermées au culte ou détruites. La dernière église de Gorki encore ouverte, l'église de la Trinité de Vyssokovo (dans un faubourg de Gorki), est fermée à la veille de la guerre, le 8 mai 1941. Cependant le 10 août suivant elle rouvre; dans les premiers mois de la guerre, ses paroissiens réunissent une somme de plus d'un million de roubles pour le fonds de la défense du pays.

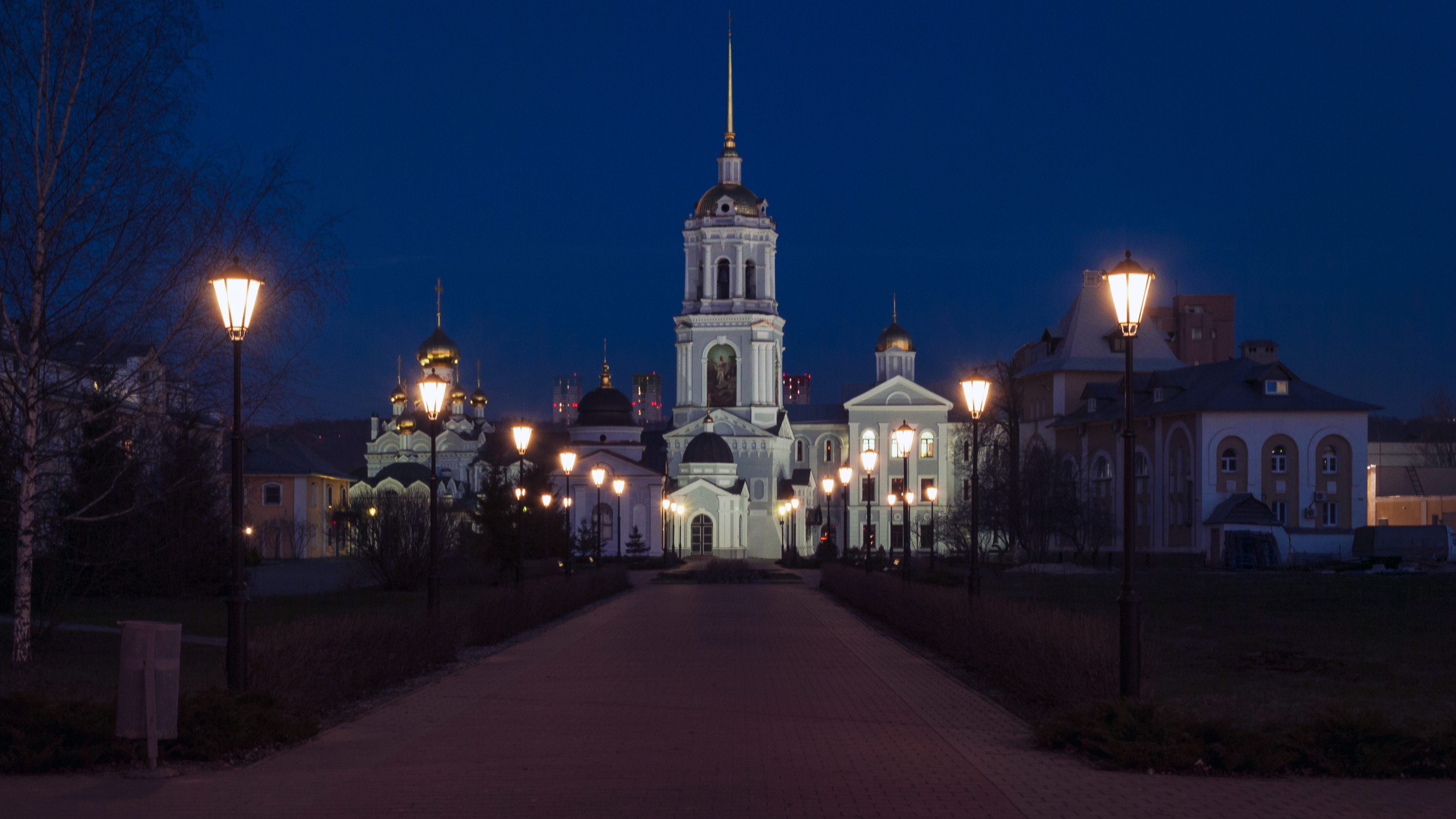
L'église de la Transfiguration de Karpovka.

Le 14 avril 1943, une deuxième église est ouverte dans le village de Karpovka (aujourd'hui partie de la ville de Nijni Novgorod dans le district de Lénine). Dans la nuit du 13 au 14 juillet 1943, un raid aérien de la Luftwaffe tue cinq personnes sur vingt de la paroisse et endommage l'église. En août 1943, une troisième église ouvre dans le district de Jdanov.
D'après un recensement de 1943, des 1 126 anciens édifices du culte, 892 sont utilisés comme clubs de travailleurs, écoles ou dépôts; 228 sont démolis. En 1945, les autorités permettent l'ouverture de treize églises; en 1946, six; en 1947, trois; et en 1948, deux. En 1950, l'éparchie comprend 47 églises enregistrées dont trois dans la ville de Gorki (Nijni Novgorod); mais il existe aussi une soixantaine de maisons de prières non enregistrées. Le nombre de paroissiens est stable dans les années 1950, alors qu'il baisse dans tout le pays. En 1956, l'église Notre-Dame-de-Kazan de Vorsma est rendue au culte.

### Renaissance

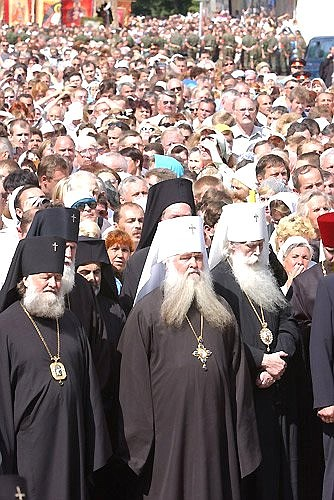
Procession du centenaire de la canonisation de Saint Séraphin en 2003 à Sarov.

En 1988, la paroisse du village de Diveïevo est enregistrée et le monastère de Diveïevo commence à renaître. En novembre 1988, la cathédrale du Sauveur est rendue au culte. Le 28 juillet 1991, une grande procession avec les reliques de saint Séraphin de Sarov, venues de Moscou, est organisée à Sarov et le 1er août suivant, la population se rend pour des cérémonies au monastère de Diveïevo, dans le cadre du retour des reliques. Un nouveau site en ligne est ouvert (site de l'éparchie de Nijni Novgorod) en 1996, le premier de la sorte en Russie. La version en ligne en anglais paraît en 2008.
L'année 2000 voit pour la première fois depuis 1917 la fondation d'un nouveau monastère dans l'éparchie, celui de Loukino. 
En 2003, l'éparchie célèbre solennellement le centenaire de la canonisation de saint Séraphin de Sarov, la liturgie étant célébrée par le patriarche Alexis II au monastère de Diveïevo.
Au début de l'année 2007, l'éparchie comprend 414 églises en activité.
En 2009, le monastère Féodorovski reprend vie, huit paroisses sont ouvertes, neuf églises sont consacrées ainsi que trois chapelles. Le patriarche Cyrille effectue une visite pastorale du 9 septembre au 12 semptembre 2009, au cours de laquelle la cathédrale Saint-Alexandre-Nevski de Nijni Novgorod obtient le statut de cathédrale diocésaine.
En 2010, quinze monastères et quatre cent vingt paroisses sont en activité dans l'éparchie.
En 2011, un des premiers centres d'aide pour les mères en difficulté commence son activité dans l'éparchie Être maman («Быть мамой»).

### Métropolie
Le 15 mars 2012, les membres du Saint-Synode prennent la décision d'ériger la métropolie de Nijni Novgorod, au sein de laquelle se trouve l'éparchie de Nijni Novgorod et trois nouvelles éparchies (rétablies) suffragantes, celle de Vyksa, de Gorodets et de Lyskovo.
En 2015, neuf nouvelles églises sont construites, dix sont consacrées, quatre autels et deux chapelles. Treize nouvelles paroisses sont enregistrées, treize prêtres sont ordonnés et vingt diacres. En 2015, plus de six cents prêtres sont actifs dans le territoire de l'oblast de Nijni Novgorod; ils étaient moins de quarante au début des années 1990.

### Ordinaires
En 330 ans, l'éparchie de Nijni Novgorod connaît 48 archevêques. Deux sont canonisés comme nouveaux martyrs de l'Église orthodoxe russe.
- Philarète (2 juin 1672 — 7 mars 1686)
- Paul (7 mars 1686 — 26 septembre 1696)
- Triphylle (Inikhov) (17 mai 1697 — 20 juillet 1699)
- Isaïe (23 juillet 1699 — juin 1708)
- Sylvestre (Volynski) (14 septembre 1708 — 5 mars 1719)
- Pitirim (Potiomkine) (23 mars 1719 — 8 mai 1738)
- Jean (Doubinski) (25 février 1739 — 1er septembre 1742)
- Dimitri (Setchenov) (12 septembre 1742 — 9 août 1748)
- Benjamin (Poutsek-Grigorovitch) (14 août 1748 — 28 février 1753)
- Théophane (Tcharnoutski) (14 mars 1753 — 1er juin 1773)
- Antoine (Guérassimov-Zybéline) (9 juillet 1773 — 25 avril 1782)
- Joasaph (Zabolotski) (16 mai 1782 — 22 septembre 1783)
- Jean Damascène (Roudnev) (22 septembre 1783 — 12 janvier 1794)
- Paul (Ponomariov) (12 février 1794 — 26 octobre 1798)
- Benjamin (Krasnopevkov) (26 octobre  1798 — 16 mars 1811)
- Moïse (Bliznetsov-Platonov) (28 mai 1811 — 10 janvier 1825)
- Samuel (Zapolski-Platonov) (1825-1826) par intérim, évêque de Kostroma
- Méthode (Orlov-Sokolov) (28 février — 19 octobre 1826)
- Athanase (Protopopov) (13 octobre 1826 — 24 janvier 1832)
- Ambroise (Morev) (1er février 1832 — 19 janvier 1835)
- Jean (Dobrozrakov) (19 janvier 1835 — 13 janvier 1847)
- Jacques (Vetcherkov)] (15 janvier 1847 — 20 mai 1850)
- Justin (Mikhaïlov) (21 mai 1850 — 1er mars 1851)
- Jérémie (Soloviov) (19 décembre 1850 — 11 juin 1857)
- Antoine (Pavlinski) (20 juillet 1857 — 29 septembre 1860)
- Nectaire (Nadejdine) (22 septembre 1860 — 21 janvier 1869)
- Philarète (Malychevski) (28 février 1869 — 7 février 1873)
- Joannice (Roudnev) (13 juin 1873 — 8 décembre 1877)
- Chrysanthe (Retivtsev) (8 décembre 1877 — 23 mai 1879)
- Macaire (Mirolioubov) (23 mai 1879 — 7 juin 1885)
- Modeste (Strelbitski) (7 juin 1885 — 25 novembre 1889)
- Vladimir (Petrov) (25 novembre 1889 — 7 mai 1892)
- Vladimir (Nikolski) (7 mai 1892 — 29 décembre 1900)
- Nazaire (Kirillov) (20 janvier 1901 — 13 août 1910)
- Joachim (Levitski) (13 août 1910 — 22 mars 1918)
- Laurent (Kniazev) (1917 — 21 octobre 1918) par intérim, évêque de Balakhna
- Eudoxe (Mechtcherski) (18 novembre 1918 — 16 juillet 1922)
- Philippe (Goumilevski) (1922-1923) par intérim, évêque de Balakhna
- Serge (Stragorodski) (31 mars 1924 — 27 avril 1934)
- Alexandre (Pokhvalinski) (1929 — 11 février 1934) par intérim, évêque de Bogorodsk, administre l'éparchie en l'absence du métropolite Serge
- Eugène (Ziornov) (mai 1934 — mai 1935)
- Théophane (Touliakov) (12 novembre 1935 — 4 octobre 1937)
  - 1937-1941 — siège vacant
- André (Komarov) (28 mai 1942 — 13 juillet 1942)
- Serge (Grichine) (13 juillet 1942 — 14 octobre 1943)
- Zinovi (Krassovski) (22 décembre 1943 — 18 novembre 1948)
- Corneille (Popov) (18 novembre 1948 — 14 août 1961)
- Jean (Alexeïev) (14 août 1961 — mai 1965)
- Mstislav (Volonsevitch) (25 mai 1965 — 14 janvier 1966)
- Flavien (Dmitriouk) (7 juillet 1966 — 3 mars 1977)
- Nicolas (Koutepov) (11 juin 1977 — 21 juin 2001)
- Eugène Jdan (21 juin 2001 — 11 octobre 2002)
- Théodose (Vasnev) (11 octobre 2002 — 2 février 2003) par intérim
- Georges (Danilov) (depuis le 2 février 2003)

## Doyennés

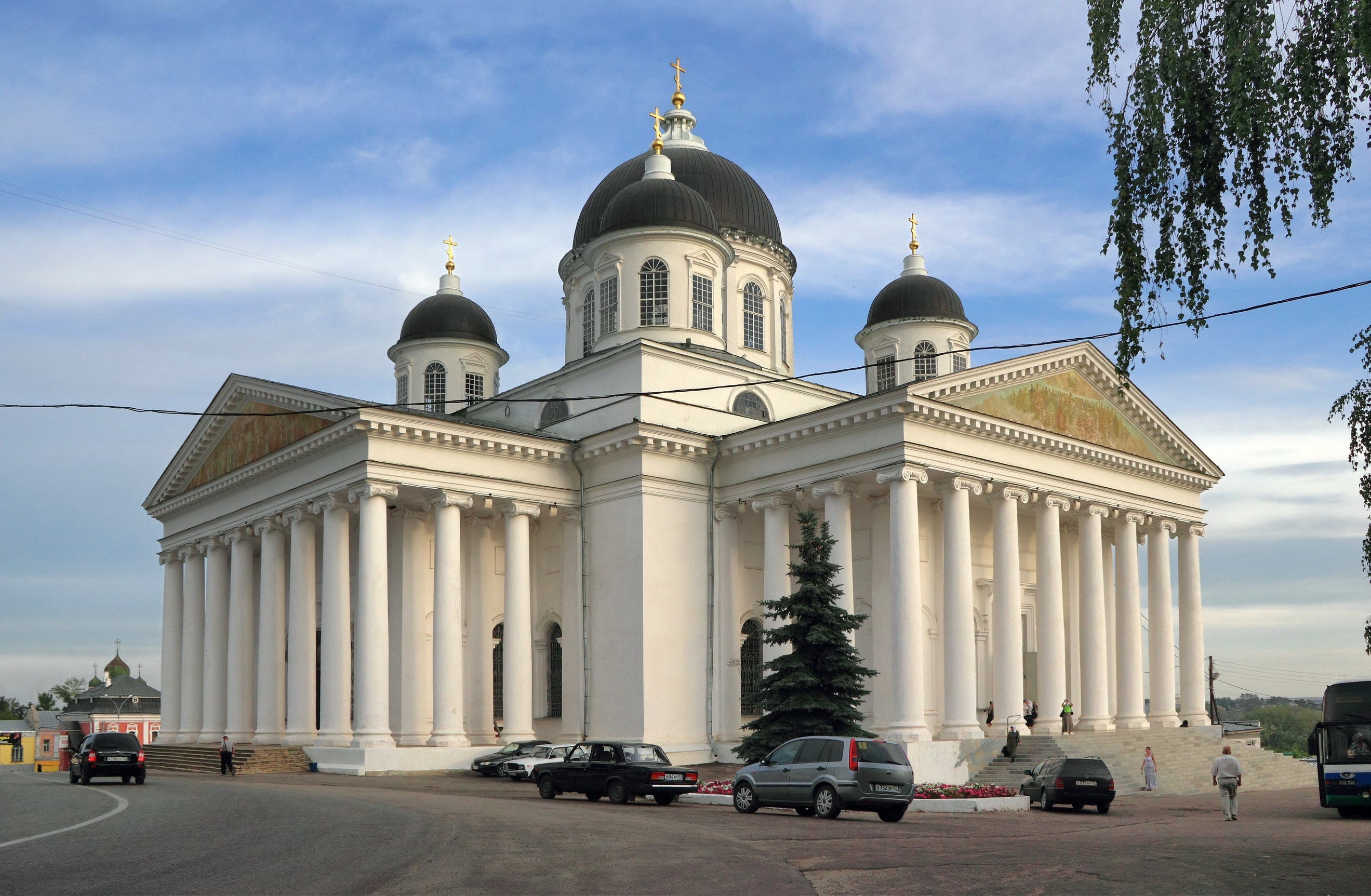
Cathédrale de la Résurrection d'Arzamas.

L'éparchie est divisée en 18 doyennés (en octobre 2022):
À Nijni Novgorod
- Doyenné Avtozavodski (du district urbain de l'Usine automobile)
- Doyenné de Kanavino
- Doyenné Molitovskoïe
- Doyenné Moskovskoïe (du district urbain de Moscou)
- Doyenné Nagornoïe (du district urbain Sovietski)
- Doyenné Nijegorodskoïe (du district urbain de la Ville Basse)
- Doyenné Prioiskoïe (du district urbain de l'Oka)
- Doyenné de Sormovo

Dans l'oblast
- Doyenné de la ville d'Arzamas
- Doyenné du raïon d'Arzamas
- Doyenné de Balakhna
- Doyenné de Bogorodsk
- Doyenné de Bor

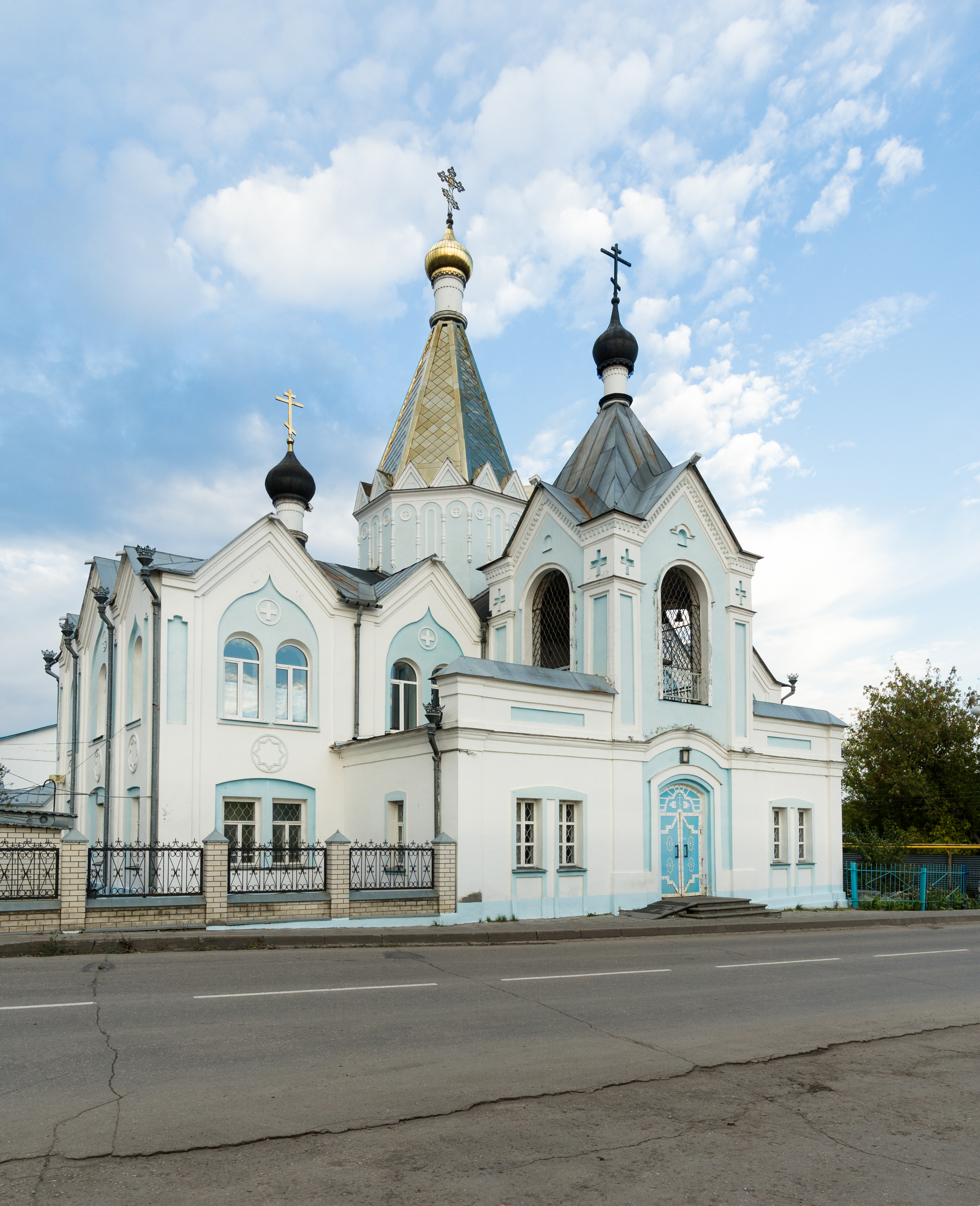
Vue de l'église de l'intercession de Bogorodsk.

- Doyenné de la Résurrection (ville de Dzerjinsk)
- Doyenné de Dalneïe Konstantinovo
- Doyenné de Diveïevo
- Doyenné de Kstovo
- Doyenné de Sarov

Lorsque la métropolie de Nijni Novgorod est érigée en 2012, il y avait 35 doyennés, dont trois se trouvait dans la ville de Nijni Novgorod: le Ier, le IIe et le IIIe. Les autres doyennés sont regroupés en trois districts, celui du Centre, celui du Nord et celui du Sud.
Neuf doyennés étaient regroupés dans le district du Nord: Balakhna, Bor, Varnavino, Vetlouga, Vorotynets, celui de Voskressenskoïe, Kovernino, Semionov et Ouren.
Onze doyennés étaient regroupés dans le district du Centre: Arzamas, Bogorodsk, Gorodets, Dalneïe Konstantinovo, Dzerjinsk, Kniaguinino, Kstovo, Koulebaki, Lyskovo, Pavlovo.
Onze doyennés étaient regroupés dans le district du Sud: Ardatov, Voznessenskoïe, Vyksa, Bolchoïe Boldino, Loukoïanov, Pilna, Potchinki, Sarov, Sergatch, Setchenovo, Chatki.
Les monastères étaient séparés dans un doyenné à part dirigé directement par l'archimandrite Tikhon (Zatiokine).
En mai 2012, comme trois éparchies nouvelles sont érigées, les trois doyennés urbains de Nijni Novgorod sont supprimés et réorganisés en huit doyennés. En janvier 2013, le doyenné de Dzerjinsk est renommé en doyenné de la Résurrection. Plus tard le doyenné d'Arzamas est partagé en un doyenné pour la ville et en un doyenné pour le raïon.
En plus des huit doyennés de la ville de Nijni Novgorod, il existe dix doyennés pour les environs.

## Monastères

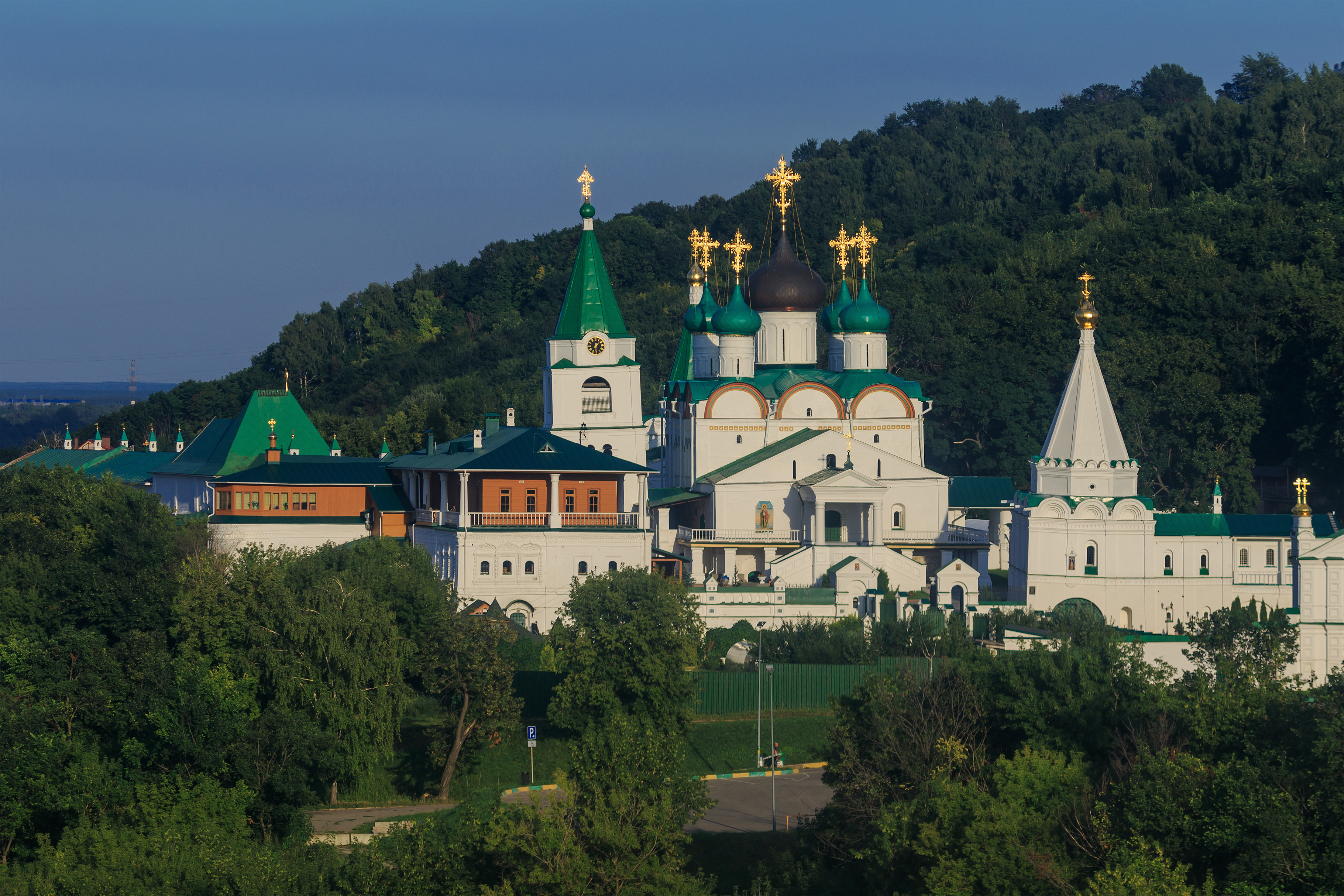
Monastère des Grottes de l'Ascension.

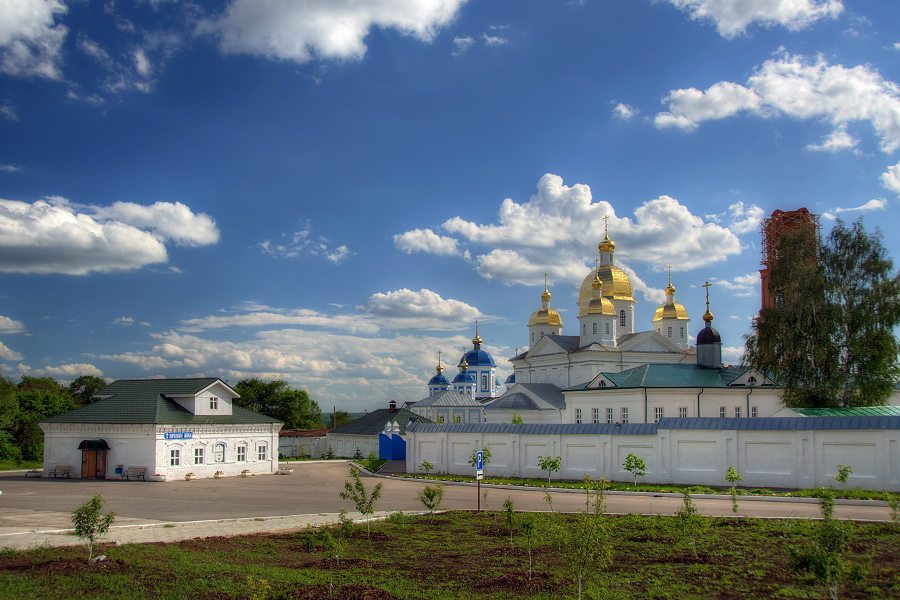
Monastère d'Oranki.

En 2009, il y avait quinze monastères en activité dans l'éparchie: huit de moines et sept de moniales, le grand schème n'est pris que dans les monastères féminins.
Après l'érection du siège métropolitain, il existe dans l'éparchie neuf monastères: cinq pour les moines et quatre pour les moniales.
Plus tard, le petit monastère féminin de Notre-Dame-des-Douleurs renaît dans le village de Malaïa Pitsa.
Moines
1. Monastère de l'Annonciation de Nijni Novgorod
2. Monastère des Grottes de l'Ascension
3. Monastère de la Mère-de-Dieu d'Oranki
4. Monastère de l'Assomption de Sarov
5. Monastère de la Transfiguration-du-Sauveur d'Arzamas

Moniales
1. Monastère de la Trinité-Saint-Séraphin de Diveïevo
2. Monastère de l'Exaltation-de-la-Croix de Nijni Novgorod
3. Monastère Saint-Nicolas d'Arzamas[31]
4. Monastère de l'Intercession de Loukino
5. Monastère Notre-Dame-des-Douleurs de Malaïa Pitsa

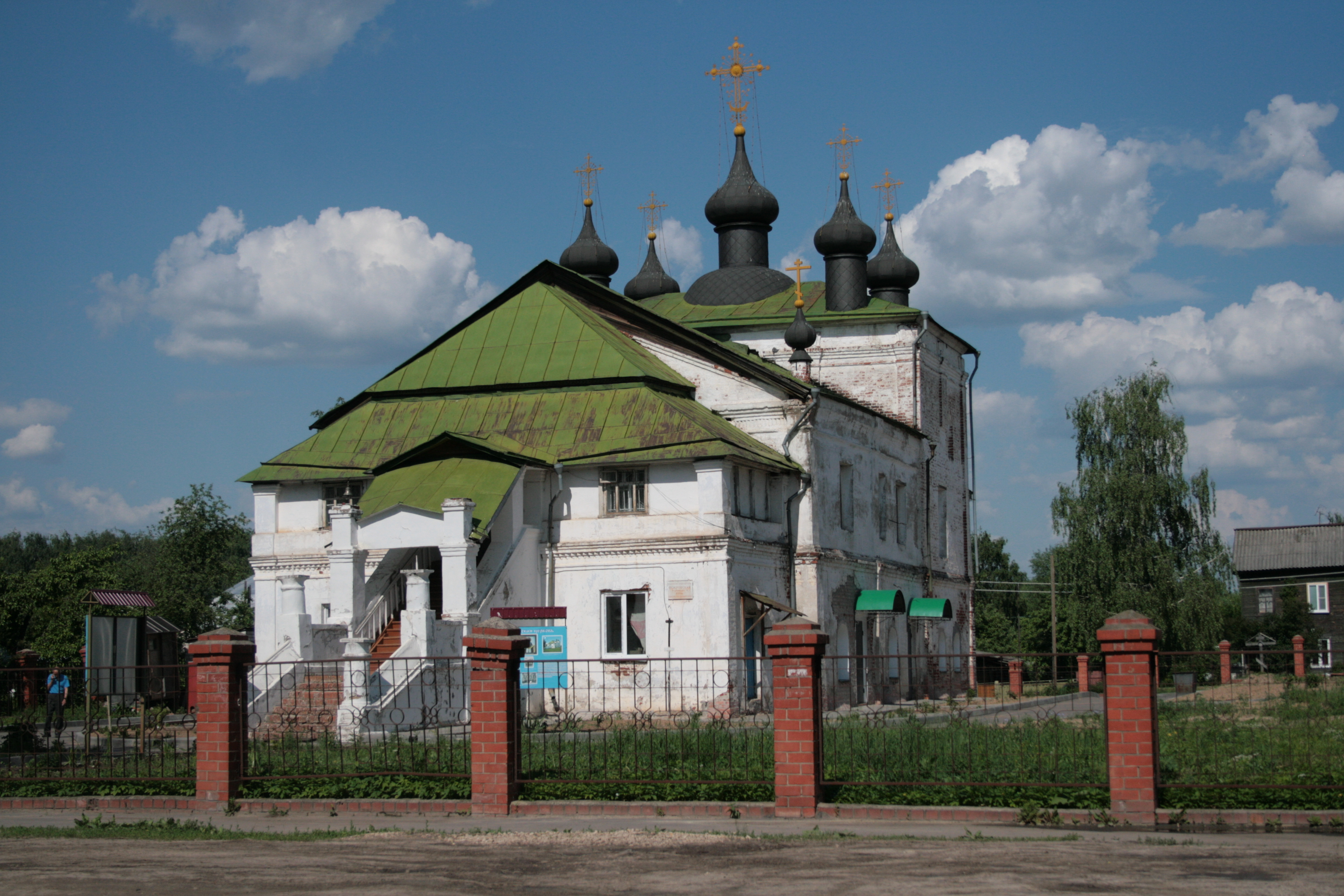
Vue de l'église de l'Intercession du monastère de Balakhna.

En 2014, il y avait cinq filiales de monastères et seize skites en activité.
Plusieurs monastères à moitié en ruines sont rendus à l'éparchie de Nijni Novgorod et sont restaurés; parmi ceux-ci:
- La skite de Koutouzovka et le monastère de la Sainte-Trinité de Belbaj et les skites du monastère de Diveïevo.
- Monastère Saint-Ambroise, prieuré (filiale) du monastère de l'Annonciation de Nijni Novgorod
- L'ancien monastère de l'Intercession de Balakhna: les églises subsistantes sont données à l'éparchie.

## Enseignement
Le séminaire de Nijni Novgorod a été fondé le 29 mars 1721, c'est donc le plus ancien de Russie. Il est placé sous le vocable de saint Jean Damascène. Le séminaire est fermé à la Révolution d'Octobre et le reste pendant soixante-dix ans. En 1993, le monastère de l'Annonciation de Nijni Novgorod ouvre une école de théologie qui au bout de deux ans devient le séminaire de l'éparchie. Son premier recteur et directeur spirituel est le hiéromoine Cyrille (Pokrovski). En 2004, l'université d'État de Nijni Novgorod ouvre une faculté de philosophie et de théologie pour former le futur clergé de l'éparchie et d'autres éparchies.
Deux écoles de théologie assurent aussi une formation: l'école diocésaine féminine auprès de l'église de la Nativité-de-la-Vierge ouverte en 1995, et le département Sainte-Élisabeth des filles de la Miséricorde du collège d'État de médecine ouvert en l'an 2000. 
Sept lycées (gymnasiums) orthodoxes sont en activité dans l'éparchie.
- Le lycée orthodoxe d'Arzamas ouvert en 2005[37];
- L'école secondaire orthodoxe du monastère de Diveïevo;
- Le lycée Saint-Nicolas de Gnilitsa ouvert en 2002;
- Le lycée Saint-Séraphin-de-Sarov de Dzerjinsk ouvert en 2004[38];
- Le lycée Saint-Serge-de-Radonège de Nijni Novgorod ouvert en 2009;
- Le lycée Saint-Séraphin-de-Sarov de Sarov;
- Le lycée Saint-Jean de Sormovo[39].

Il existe aussi depuis le 18 février 2008 une école de sonneurs de cloches à la cathédrale Saint-Alexandre-Nevski de Nijni Novgorod. En 2009, l'éparchie disposait de 192 écoles du dimanche pour le catéchisme de la jeunesse dont 27 ont une attestation d'État et 4 sont de niveau supérieur. Après la réorganisation du siège métropolitain, l'éparchie dispose en 2014 de 87 écoles du dimanche pour 3 625 enfants et 367 enseignants.
Depuis 2006, il existe un programme intitulé École orthodoxe de la jeune famille pour venir en aide aux mères attendant un enfant et aux jeunes familles.